# John Veron

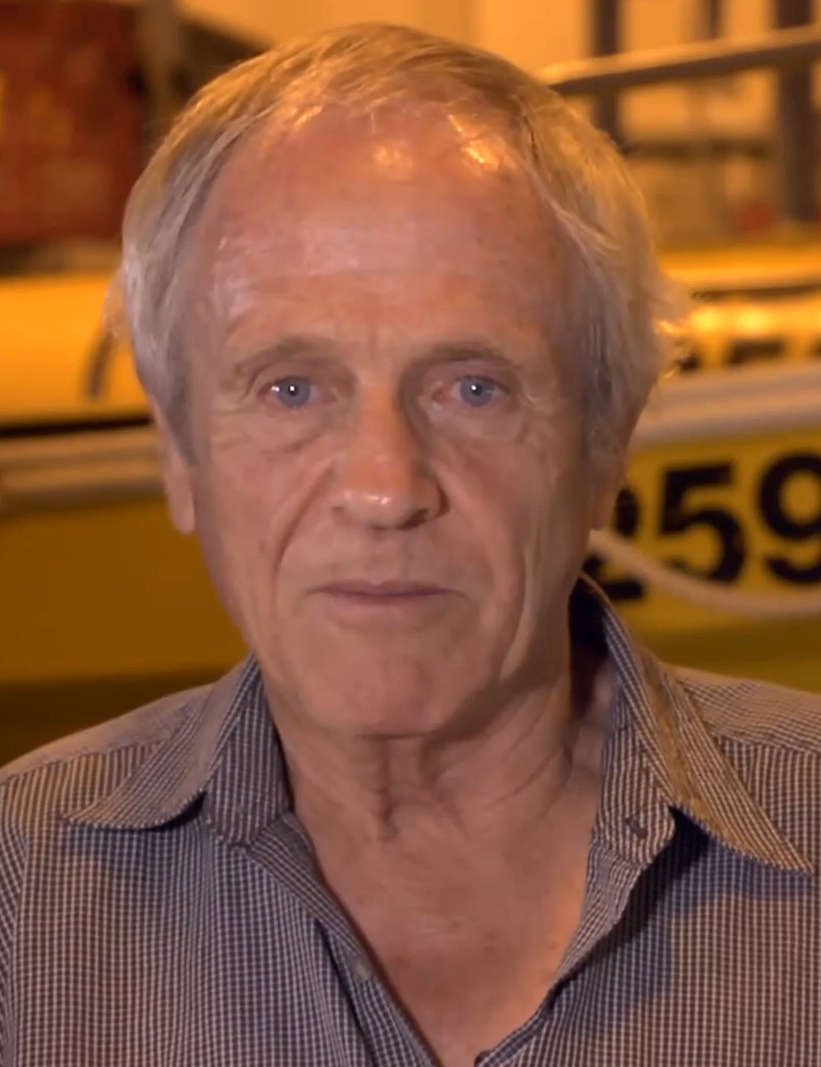
2015

John Veron, fullständigt namn John Edward Norwood Veron, citerad som J.E.N. Veron eller Charlie Veron, född 1945 i Sydney, Australien, är en australisk biolog som specialiserat sig på studier av koraller. 
Veron har beskrivit ett stort antal korallarter vetenskaplig och var tidigare Chief Scientist för Australian Institute of Marine Science. Han är författare till flera vetenskapliga artiklar och böcker, däribland det mest välkända är Corals of the World, ett omfattande verk i tre volymer som behandlar koraller världen över.